# El Pueyo de Jaca
El Pueyo de Jaca (O Pueyo de Tena en aragonés o también Pueyo de Chaca) es una localidad española perteneciente al municipio de Panticosa, en el Alto Gállego, provincia de Huesca, Aragón.

## Historia
Emplazado al borde mismo del embalse de Búbal, justo donde las aguas del río Caldarés confluyen con las del Gállego, su nombre significa  'lugar en lo alto'  (en alusión al pequeño altozano sobre el que se levanta el caserío).
Se cita por primera vez en siglo XIV y, debido a su céntrica ubicación geográfica, en el XVII llegó a ostentar la capitalidad administrativa del Valle de Tena. Junto con Panticosa y Hoz, conformó hasta 1836 uno de los tres históricos quiñones en los que se dividía el valle. Durante muchos siglos fue conocido simplemente como "Pueyo", adquiriendo el topónimo actual en 1857.

## Demografía
| Gráfica de evolución demográfica de El Pueyo de Jaca entre 1842 y 1970 |
| |
| Población de derecho según los censos de población del INE Población de hecho según los censos de población del INEEntre el censo de 1981 y el anterior, este municipio desaparece porque se integra en el municipio Panticosa |

| 81         | 84 | 88 |
| (Fuente: ) |    |    |

## Monumentos
- Iglesia Parroquial de San Miguel: ampliada en el siglo XVIII a partir de un templo anterior del XVI.
- Casas del Valle: edificio civil del siglo XVII, donde tenían lugar las llamadas Juntas Generales del Valle cuando El Pueyo ostentaba la capitalidad.
- Palacio de la Viñaza: gran casa solariega del siglo XIX convertida en albergue juvenil.
- Puente del Concellar: paso del antiguo Camino Real sobre el Caldarés; data del año 1550, pero ha tenido que ser reconstruido en diversas ocasiones tras sufrir avalanchas y fuertes crecidas del río.

## Fiestas y tradiciones
Las fiestas del Pueyo se celebran tradicionalmente en torno al 27 de agosto, en honor a San José de Calasanz. Especialmente en esos días, es muy típica entre los vecinos la degustación de sopetas (melocotón con vino).
Quedan hablantes de aragonés en la localidad, ya que aún se conserva la lengua aunque de forma minoritaria. La variedad propia del valle se conoce como aragonés panticuto.